# Mekalmaradi, Sampgaon
Mekalmaradi là một làng thuộc tehsil Sampgaon, huyện Belgaum, bang Karnataka, Ấn Độ.